# California Pacific International Exposition
California Pacific International Exposition (en français : L'Exposition internationale de la Californie et du Pacifique) était une exposition qui s'est tenue à San Diego, en Californie, du 29 mai 1935 au 11 novembre 1935 et du 12 février 1936 au 9 septembre 1936. L'exposition s'est tenue au Parc Balboa, le grand parc urbain central de San Diego, qui avait également été le site de la précédente l'exposition Panama-Californie en 1915. 